# You Can't See Me
You Can't See Me släpptes den 10 maj 2005 av WWE Records, och är John Cenas och hans kusin Tha Trademarcs debutalbum.
Första veckan såldes mer än 143 000 skivor.